# Кук (Цетинград)
Кук је насељено место у општини Цетинград, на Кордуну, Карловачка жупанија, Република Хрватска.

## Географија
Кук се налази око 2,5 км западно од Цетинграда.

## Историја
Кук се од распада Југославије до августа 1995. године налазио у Републици Српској Крајини. До 1991. био је у саставу насељеног места Батнога, а од 2001. је самостално насеље. До територијалне реорганизације у Хрватској налазио се у саставу бивше велике општине Слуњ.

## Становништво
Према попису становништва из 2011. године, насеље Кук је имало 2 становника.

### Број становника по пописима
| Националност   | 2001. | 1991. | 1981. | 1971. | 1961. | 1953. | 1948. | 1931. | 1921. | 1910. | 1900. | 1890. | 1880. | 1869. | 1857. |
| бр. становника | 7     | %     | %     | 75    | 73    | 41    | 58    | %     | %     | %     | 120   | 79    | %     | %     | %     |

- напомене:

У 2001. настало издвајањем из насеља Батнога. Као део насеља исказивано од 1890. У 1880. подаци садржани у насељу Цетински Варош, од 1910. до 1931. у насељу Делић Пољана, а 1981. и 1991. у насељу Батнога.